# Mikoyan MiG-29M
Mikoyan MiG-29M (tiếng Nga: Микоян МиГ-29М, tên ký hiệu của NATO "Fulcrum-F") là một mẫu máy bay phát triển hoàn thiện từ công nghệ của MiG-29M/M2 và MiG-29K/KUB. Trước đây được biết đến với tên gọi là MiG-33, nó được phát triển từ mẫu máy bay tiêm kích từ giữa thập niên 1980 Mikoyan MiG-29 (NATO: "Fulcrum"). MiG-29M đôi khi còn được gọi là Super Fulcrum.

## Phát triển

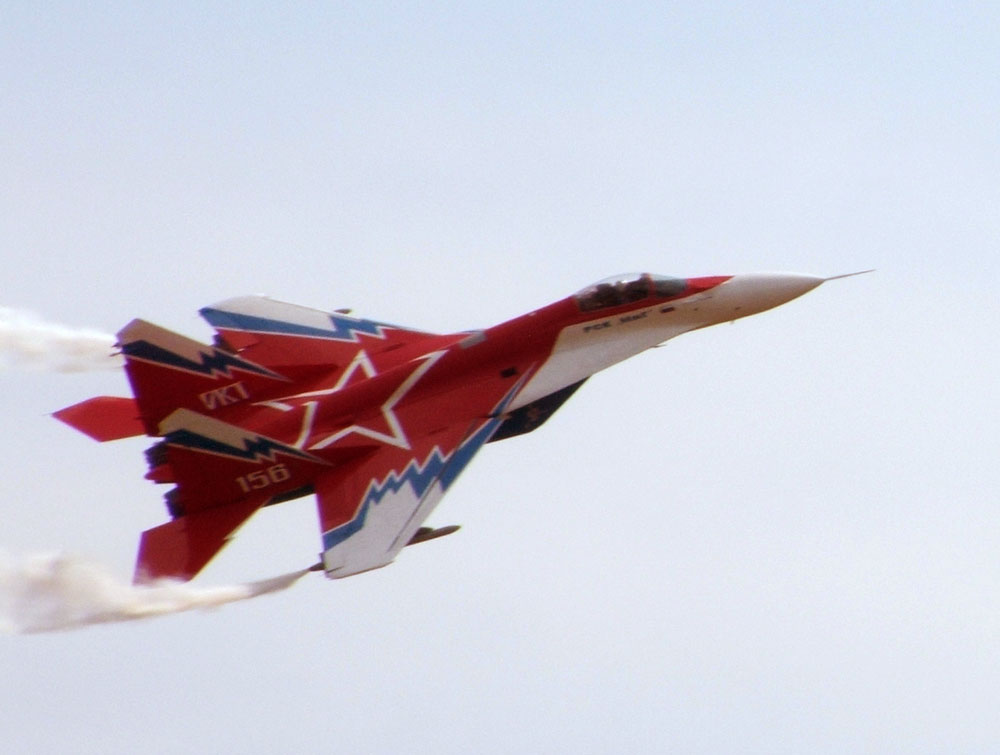
MiG-29OVT

Vào giữa thập niên 1980, một phát triển từ nguyên gốc MiG-29 đã được đề xướng để đáp ứng yêu cầu của các lực lượng tiền duyên ở phía Tây của Liên Xô. Nó được yêu cầu trở thành một máy bay tiêm kích đa năng cho lực lượng phòng thủ tiền duyên, có khả năng tấn công. Sự phát triển này dẫn đến một phương án một chỗ và một phương án hai chỗ khác. Đề xuất cuối cùng bị hủy do sự thay đổi trong chiến lược quân sự của Liên Xô. Mẫu máy bay này có tên gọi là MiG-33 và sau đó có tên gọi là MiG-29ME cho thị trường xuất khẩu vào giữa thập niên 1990. Mẫu hai chỗ tiêu chuẩn, còn được gọi là MiG-29MRCA là một mẫu máy bay được MAPO-MiG sử dụng trong các hợp đồng bỏ thầu cung cấp máy bay tiêm kích quốc tế, sau này được tiến triển thành Mikoyan MiG-35. 6 trong số những mẫu này được chế tạo trước năm 1990. Chúng được nâng cấp liên tục với những thành phần khác nhau và một trong số chúng được sử dụng để thử nghiệm động cơ đẩy vec-tơ, có tên gọi là MiG-29OVT. Mẫu này được đổi tên lần nữa thành MiG-29M. MiG-29M/M2 hiện nay thuộc về "Dòng thống nhất mới" thay vì "Dòng tiêm kích MiG-29", bao gồm những phiên bản cũ hơn.
Các kỹ sư RAC MiG đang nỗ lực nâng cấp liên tục các mẫu máy bay để có hiệu suất tốt hơn, nhằm có được các đơn đặt hàng máy bay. Sáng kiến được tập trung vào những cải tiến khí động học, công nghệ fly-by-wire, đặc tính tàng hình, tăng khả năng chứa nhiên liệu và tiếp nhiên liệu trên không, trọng lượng tải lớn hơn, cũng như tương thích với vũ khí của nước ngoài. Cùng với thành công của MiG-29K/KUB và MiG-35, MiG-29M/M2 cũng được áp dụng những công nghệ mới, như động cơ tăng cường lực đẩy không khói. Các thiết bị đo lường mới đáng tin cậy giúp máy bay cắt giảm chi phí chuyến bay xuống khoảng 2.5 lần và có khả năng bảo dưỡng theo điều kiện. Những công nghệ mới này khiến máy bay có những đặc tính hiện đại của máy bay tiêm kích thế hệ thứ tư và thứ năm trong mọi khía cạnh, và quan trọng hơn là khả năng đa năng thực sự của máy bay.
Hơn nữa, những kỹ sư RAC MiG cũng phát triển một thiết bị mô phỏng huấn luyện để trợ giúp các phi công làm chủ điều khiển các kỹ thuật hiện đại của máy bay mới. Các hệ thống mô phỏng huấn luyện tương tác với hệ thống huấn luyện máy tính nhằm mô phỏng quá trình của một nhiệm vụ.

## Thiết kế
Dựa trên 

### Đặc tính
MiG-29M/M2 là MiG-29 nguyên bản sửa lại. Nó đạt được khả năng đa nhiệm linh hoạt hơn, mang được nhiều vũ khí không đối không và không đối đất chính xác cao. Nó cũng nổi bật với tầm bay chiến đấu được tăng lên do khả năng chứa nhiên liệu bên trong được mở rộng. Cùng với giao diện phi công-máy bay tốt hơn trong buồng lái, một hệ thống lái fly-by-wire số dư 4 có 3 kênh, cải tiến dẫn đường, liên lạc vô tuyến, đối phó điện tử, hệ thống hiển thị và ghi nhớ, các thiết bị quang học và trinh sát, hiệu suất tổng thể của máy bay cũng được tăng cường.

### Cải tiến khung máy bay
Có vài sự thay đổi quan trọng được thực hiện trong thời gian phát triển MiG-33. Các kỹ sư đã thiết kế lại khung máy bay, khung được làm từ hợp kim nhôm-lithi nhẹ hơn để tăng tỷ lệ lực đẩy/trọng lượng. Hình dạng của khe hút khí cũng được xem lại, loại bỏ mái hắt trên đầu vào khe hút khí để tăng nhiên liệu trong LERXs (diềm cánh mở rộng), mắt lưới được sử dụng để ngăn ngừa những hư hại từ bên ngoài và mở rộng kích thước đầu vào khe hút khí cho luồng khí lớn hơn. Phía sau của máy bay có phần xương sống mở rộng để có thêm thể tích chứa nhiên liệu và một phanh khí trên lưng. Mái che radar và vòm buồng lái cũng được thiết kế lại để chứa hệ thống điện tử nâng cấp. Hình dáng khí động học cũng được cải tiến. Cánh được làm dài hơn, tăng sải cánh, trong khi cánh đuôi sửa lại bộ phận lái.

### Động cơ
Động cơ là loại RD-33MK, phiên bản mới nhất của dòng động cơ RD-33 mới được giới thiệu. Động cơ mới có công suất cao hơn 7% do sử dụng vật liệu hiện đại trên các tấm làm mát, động cơ tạo lực đẩy là 9.000 kgf. Động cơ mới không có khói và có các cải tiến để giảm bớt phát xạ hồng ngoại. Miệng xả khí đẩy vec-tơ 3D cũng được lắp đặt theo yêu cầu của khách hàng.

### Tầm bay và hệ thống nhiên liệu
Máy bay được chế tạo với một cần tiếp nhiên liệu trên không và máy bay có thể mang được 3 thùng nhiên liệu phụ bỏ được. Khung máy bay thiết kế lại cũng tăng khả năng chứa nhiên liệu bên trong đáng kể ở lưng và thùng nhiên liệu ở diềm cánh mở rộng. Máy bay phiên bản một chỗ có tầm hoạt động đạt 2.000 với nhiên liệu bên trong, 3.200 km với 3 thùng nhiên liệu phụ bỏ được, và 6.000 km với 3 thùng nhiên liệu phụ và tiếp nhiên liệu trên không.

### Buồng lái
Buồng lái cũng được thiết kế lại để kết hợp các đặc tính hiện đại. Trong khi một số công cụ tương tự đã được giữ lại, hao màn hình hiển thị đơn sắc tinh thể lỏng (LCD) đa chức năng (MFD) đã được lắp đặt và khả năng điều khiển vũ khí hợp nhất với HOTAS. Những đặc tính mới khác bao gồm radar Zhuk-ME, hệ thống tìm kiếm và theo dõi bằng tia hồng ngoại (IRST) và hệ thống chỉ thị mục tiêu trên mũ (đầu tiên là màn hình đặt trên mũ (HMD))

### Cảm biến

Vũ khí của MiG-29

Những nâng cấp chính gồm có radar xung Doppler cảnh báo trên không Zhuk-ME, cùng với hệ thống IRST cải tiến, hệ thống chỉ thị mục tiêu trên mũ phi công và đối phó điện tử. Radar mới có khả năng phát hiện các mục tiêu trên không từ khoảng cách 120 km, theo dõi trong khi phân tích 10 mục tiêu và tấn công 4 mục tiêu cùng lúc. Khi quét mục tiêu, radar có tầm phát hiện mục tiêu dạng máy bay ném bom đạt 250 km và mục tiêu máy bay chiến đấu từ xa 150 km. Do đó khả năng giao chiến ngoài tầm nhìn (BVR) được tăng lên.

### Vũ khí
Máy bay có thể mang tên lửa không đối không RVV-AE (R-77), R-27ER1, R-27ET1, R-27R1, R-27T1, R-73E, tên lửa không đối đất, đối hải Kh-29T, Kh-29L, Kh-31A, Kh-31P, Kh-35E, Kh-58, Kh-59, bom dẫn đường KAB-500KR (OD), KAB-500L, cũng như tên lửa và bom. Máy bay giữ lại súng bên trong GSh-30-1.

## Thông số kỹ thuật (MiG-29M/M2)

### Đặc điểm riêng
- Phi đoàn: 1 hoặc 2
- Chiều dài: 17.37 m (57 ft)
- Sải cánh: 11.4 m (37 ft 3 in)
- Chiều cao: 4.73 m (15 ft 6 in)
- Diện tích cánh: 38 m² (409 ft²)
- Trọng lượng rỗng: n/a
- Trọng lượng cất cánh: n/a
- Trọng lượng cất cánh tối đa: 22.400 kg (49.383,54 lb)
- Động cơ: 2× Klimov RD-33MK, 9.000 kgf (88.26 kN, 19.841,60 lbf) mỗi chiếc

### Hiệu suất bay
- Vận tốc cực đại:
  - Trên cao: Mach 2.35 (2.500 km/h, 1.521 mph)[8]
  - Dưới thấp: Mach 1.4 (1.500 km/h, 937.1 mph)
- Tầm bay: 2.000 km, 1.800 km (hai chỗ) (1.079,91 mi, 971.92 mi (hai chỗ))
- Trần bay: 18.000 m (61.050,69 ft)[9]
- Vận tốc lên cao: 330 m/s (68.971 ft/min)
- Lực nâng của cánh: 442 kg/m² (90.5 lb/ft²)
- Lực đẩy/trọng lượng: 1.13

### Vũ khí
Tải trọng vũ khí tối đa là khoảng 6,5 tấn, còn tải trọng chiến đấu thì thấp hơn, đạt mức 5,5 tấn vũ khí (tải trọng chiến đấu là lượng vũ khí tối đa máy bay có thể mang theo mà vẫn có thể tác chiến hiệu quả, còn tải trọng tối đa là lượng vũ khí lớn nhất mà máy bay có thể mang theo khi cất cánh (nhưng không thể tác chiến hiệu quả do tầm bay bị rút xuống quá ngắn), vì vậy cùng 1 máy bay thì tải trọng tối đa luôn lớn hơn khá nhiều so với tải trọng tác chiến)
- 1x pháo 30 mm GSh-30-1 với 150 viên đạn
- Tên lửa không đối không: 8 × R-73E, 6 × RVV-AE, 6 × R-27ER/ET
- Tên lửa không đối đất, đối hải: 4 × Kh-29T(TE), 4 × Kh-31A, 4 × Kh-31P, Kh-35E
- Bom điều khiển: 4 × KAB-500Kr

### Hệ thống điện tử
- Radar Phazotron Zhuk-ME

## Nội dung liên quan

### Máy bay có cùng sự phát triển
- Mikoyan MiG-29
- Mikoyan MiG-35

### Máy bay có tính năng tương đương
- Dassault Rafale
- Eurofighter Typhoon
- F/A-18E/F Super Hornet
- Chengdu J-10
- JAS 39 Gripen